# URL semántica
Las URL semánticas o URL amigables son aquellas URL que son, dentro de lo que cabe, entendibles para el usuario. Lejos de las clásicas URLs de las páginas dinámicas llenas de variables GET y números difíciles de recordar, las URL semánticas están formadas con palabras relacionadas con el contenido de la página y fáciles de recordar.
Estas se utilizan en los sitios web dinámicos (no estáticos). Por ello se están utilizando mucho más que las URL extensas.

## URL no semántica
Las urls en las páginas no dinámicas suelen tener este formato. Imaginemos que entramos en una página web a leer una noticia que habla sobre como crear URL amigables:
```
http://www.miweb.com/index.php?seccion=noticias&id_noticia=133
```

Si tenemos conocimiento de programación web sabremos que estamos accediendo al archivo index.php en www.miweb.com, pasándole a este las variables seccion e id_noticia con los valores "noticias" y 133 respectivamente. Si dentro de un tiempo queremos volver a esa página difícilmente recordaremos dicha URL. Y a su vez si vemos esta URL sin entrar a la página nos será imposible saber de que trata.

## URL semántica
Con la intención de hacer estas URL más fáciles de entender y a su vez de recordar surgen las URL semánticas. La URL anterior podría quedar de esta forma si la adaptamos:
```
http://www.miweb.com/noticias/url-semanticas.html
```

De esta forma con solo leer la URL sabremos de lo que trata la página y se nos hará mucho más fácil de recordar en un futuro.

## Problema con los buscadores
Cada día son más los sitios web que optan por mostrar este tipo de URL con el fin de que sean indexadas, ya que los buscadores indexan las URL no semánticas sin agregar peso a las palabras adecuadas, devaluando el contenido de la página en los resultados orgánicos. De ahí que surja el nombre de "amigable", pues estas URL mejoran su posicionamiento en buscadores.